# Sylvain Palhies
Sylvain Palhies est un arbitre français de football né le 11 novembre 1977 à Mireval.

## Biographie
Il appartient à la catégorie d'arbitre fédéral 2 et arbitre généralement des matches entre équipes de Ligue 2 ou officie quelquefois en tant que 4e arbitre lors de matches de Ligue 1. 
Il est également arbitre de football de plage et il est présent pour représenter la France durant la Coupe du monde de football de plage 2007.